# Michael Davidov
Michael Davidov, né à Tachkent, en Ouzbékistan, en 1986, est un pianiste classique.

## Biographie
Michael Davidov est né dans une famille de pianistes professionnels et de professeurs de musique. Il donne sa première représentation publique à l'âge de 4 ans.
En 2002, il commence ses études à l'Escola Superior de Música de Catalogne dans la classe du professeur Ramon Coll. Depuis, il s'est produit dans de nombreux pays européens comme la France, l'Angleterre, l'Autriche, la Slovaquie, la Grèce, l'Allemagne, l'Italie, Israël, la Russie, etc. En tant que soliste, il s'est produit avec l'Orchestre Symphonique de Galicie, l'Orchestre Philharmonique Slovaque, l'Orchestre Symphonique de Rostov (Russie), l'Orchestre Symphonique de Thessalonique, l'Orchestre Symphonique de la Ville de Grenade, l'Orchestre J. Strauss de Rome, travaillant avec des chefs tels que Enrique García Asensio, Paul Mann, Salvador Mas, Valery Khlebnikov, Dariusz Mikulski, Rastislav Stur, Nicola Samale, Haris Iliadis, entre autres.
En 2006, Michael obtient son diplôme avec un total de neuf distinctions et une mention spéciale honorable décernée par la direction de l'école. Son désir constant de se perfectionner l'a conduit à étudier dans les centres européens les plus prestigieux, avec d'éminents professeurs : le Conservatoire d'État Tchaïkovski de Moscou (Diplôme d'études supérieur, 2006-07) avec le Professeur Mikhail Petukhov, le Conservatoire F. Liszt à Weimar (Diplôme de Concert, 2008-10) avec le Prof. Grigory Gruzman, l'Université Mozarteum de Salzbourg (Master et Diplôme d'études supérieur, 2010-15) avec le Professeur Pavel Gililov.
Michael Davidov a remporté des prix dans 11 concours internationaux, ainsi que d'autres prix et bourses : la Bourse du Département de la Culture et des Arts du Gouvernement de Catalogne (2008-2012), la Bourse de l'Association des Interprètes d'Espagne (2013 et 2014), le Prix de la Fondation R. Parramón (2009), médaille « Pour les mérites dans l’art » décernée par la Mairie de Palau Solità i Plegamans (Barcelone, 2011).
En 2010, Davidov est devenu le plus jeune professeur de piano dans une université en Allemagne, en acceptant un poste de professeur de piano à l'Université de musique Franz Liszt de Weimar. En 2011-12, il a été professeur de piano à l'Université d'Augsbourg (Allemagne).
En 2013, Michael Davidov crée le Festival International de Musique de Marbella, dont il est fondateur et directeur artistique. Le Festival accueille l'un des événements éducatifs et culturels les plus prestigieux au niveau international, combinant une Master classe de piano par des professeurs d'élite avec le Concours International de Musique de Marbella.
Michael Davidov est actuellement professeur de piano et de musique de chambre au Conservatoire Supérieur du Liceu de Barcelone et donne des classes de maîtres dans différents pays. Il est régulièrement invité à siéger comme membre du jury lors de concours internationaux, tel que le Concours international de piano Delia Steinberg.

## Récompenses
- Premier Prix au Concours International de Piano Giuliano Pecar à Gorizia (Italie) en 2014
- Premier Prix au XXXIIIe Concours international de piano Delia Steinberg à Madrid ( Espagne ) en 2014.
- Premier Prix et Prix du Public au Concours International de Piano Skavronski-Inspiration à Volgodonsk (Russie) en 2014
- Deuxième Prix au Concorso Pianístico Internazionale Chopin-Roma à Rome (Italie) en 2014
- Deuxième Prix au Concours International de Piano M. P. Monopoli à Barletta (Italie) en 2014
- Deuxième Prix et Prix du Public au Concorso Pianístico Internazionale Città di Massarosa à Massarosa (Italie) en 2014
- Deuxième Prix du G. Concours International de Piano Thymis à Thessalonique (Grèce) en 2015
- Troisième prix et prix pour la meilleure interprétation de musique contemporaine au Concours International « Premio Jaén » (Espagne) en 2012
- Troisième Prix au Concours International de Piano J. N. Hummel à Bratislava (Slovaquie) en 2014
- Troisième Prix au Concours International de Piano de Ferrol (Espagne) en 2014
- Quatre prix spéciaux et une médaille au Concours international de musique María Canals de Barcelone en 2013